# Янигро, Антонио
Анто́нио Яни́гро (итал. Antonio Janigro; 21 января 1918, Милан, Королевство Италия, ныне Италия — 1 мая 1989, там же) — итальянский виолончелист, дирижёр, педагог.

## Биография
Занимался в Миланской консерватории, совершенствовался у Дирана Алексаняна в Париже. С 1934 концертирует как солист и ансамблист (в том числе с Карло Цекки, Паулем Бадура-Скодой, Дину Липатти), а также как дирижёр во многих странах (в СССР в 1957). Руководил камерными оркестрами, в том числе «Загребские солисты» и оркестр Миланского радио. С 1972 — дирижёр Белградского камерного оркестра. В 1939—1954 гг. преподавал в Музыкальной академии в Загребе, с 1965 — профессор консерватории в Дюссельдорфе, с 1975 — Высшей музыкальной школы в Штутгарте.
В Загребе проводится ежегодный Конкурс имени Антонио Янигро.